# Richard Abril
Richard Abril (ur. 10 sierpnia 1982 na Kubie) – kubański bokser, aktualny zawodowy mistrz świata wagi lekkiej (do 135 funtów) federacji WBA. 

## Kariera zawodowa
Karierę zawodową rozpoczął 9 grudnia 2005. Do sierpnia 2011 stoczył 19 walk, z których 16 wygrał 1 zremisował i 2 przegrał. W tym okresie zdobył tytuły WBC Latino i WBA Fedelatin w wadze lekkiej.
22 października 2011 otrzymał szansę walki o tytuł tymczasowego mistrza federacji WBA w wadze lekkiej. Zmierzył się w Panamie z byłym mistrzem WBA w tej kategorii Miguelem Acostą (Wenezuela), zwyciężając jednogłośnie na punkty. O wakujący tytuł mistrza regularnego zmierzył się 14 kwietnia 2012 z Brandonem Ríosem również byłym mistrzem WBA w tej wadze. Przegrał po niejednogłośnej decyzji sędziów. Tytuł pozostał wakujący bowiem Rios przekroczył limit wagowy.
W lutym 2013 WBA podjęła decyzję o awansowaniu Abrila na mistrza regularnego. W pierwszej obronie tytułu zmierzył się z niepokonanym Sharifem Bogere (Uganda). Zwyciężył jednogłośnie na punkty. 
W kolejnej obronie 20 września 2014 w  Helsinkach pokonał (przez decyzje większości) Fina Edisa Tatlia (23-0-0).